# 타카노 유이
다카노 유이(高野 祐衣,たかの ゆい, 1993년 12월 6일 - )는 일본 아이돌 그룹 요시모토자카46 멤버, 여성 아이돌 그룹 전 NMB48 팀M의 멤버이다.

## 개요
- 전 NMB48 팀M 멤버 Showtitle 소속.
- 2012년 1월 26일부터 팀M이 결성되어, 정식 멤버로 승격.
- 2015년 7월 18일, NMB48를 졸업.
- 2021년 10월 1일, 요시모토자카46를 졸업.